# ManyVids
ManyVids es una empresa canadiense, radicada en Montreal (Quebec), de alojamiento de vídeos de entretenimiento para adultos, transmisión en directo y comercio electrónico.

## Historia
ManyVids fue cofundada en 2014 por la directora ejecutiva Bella French, una antigua modelo de cámara web y creadora de contenido online para adultos. French también ocupó el cargo de directora financiera hasta 2017. Sus oficinas centrales se encuentran en la ciudad canadiense de Montreal, en la región de Quebec.
ManyVids publica MV Mag, una revista para adultos que muestra conjuntos de fotos eróticas profesionales, entrevistas con celebridades, artistas adultos y creadores de contenido, e historias de fantasía. La revista es gratuita para los miembros del sitio y los creadores de contenido. La serie ManyVids YouTube tiene contenido dominante y original que es seguro para el trabajo, que a menudo es cómico.

## Modelo de negocio
ManyVids' permite a los creadores de contenidos de entretenimiento para adultos producir, promocionar y distribuir sus propios contenidos conservando todos los derechos de autor de su trabajo. Pueden subir vídeos e imágenes para que los miembros los compren y descarguen. También pueden gestionar una tienda online, ofrecer membresías de pago, vender servicios de mensajes de texto y llamadas telefónicas, y organizar campañas de crowdsourcing. Los miembros pueden dejar consejos y desbloquear estados especiales mientras interactúan con los creadores de contenidos en tiempo real.

## Colaboración con famosos
MV Podcast es un programa en directo protagonizado por la comediante transgénero Tranna, que se ha emitido durante un total de tres temporadas. El programa se basa en entrevistas de una hora con camgirls y actrices pornográficas que permiten conocer la vida de las trabajadoras del sexo.
En septiembre de 2017, ManyVids, junto con CAM4, se asoció con la modelo y activista estadounidense Amber Rose en apoyo de The Amber Rose SlutWalk, una organización de defensa sin ánimo de lucro que trabaja para acabar con el slut-shaming y suscitar una conversación sobre el empoderamiento de las mujeres y los derechos LGBTQ. Rose fue la primera celebridad en aparecer en directo en la plataforma MV Takeover.
En noviembre de 2017, ManyVids nombró a la personalidad de la televisión estadounidense Farrah Abraham su nueva MV Ambassador para promover la positividad sexual.
En mayo de 2018, ManyVids se asoció con la actriz, modelo y participante de telerrealidad Coco Austin en un evento MV Takeover en vivo, además de sets de fotos exclusivos y una entrevista que apareció en MV Magazine.
En septiembre de 2018, ManyVids presentó a la rapera estadounidense Brooke Candy en la portada del número Sexual Empowerment de su revista. ManyVids patrocinó el vídeo musical My Sex de Candy.

## Campañas y filantropía
En noviembre de 2017, ManyVids lanzó la campaña "We Are Many" para ayudar a concienciar sobre el problema de los abusos contra las trabajadoras del sexo. La campaña culminó con una donación de 11 800 dólares al Sex Workers Outreach Project-USA para ayudarles a poner fin a la violencia contra las trabajadoras sexuales.
En diciembre de 2017, ManyVids donó otros 5 000 dólares a la Asociación de Sitios que Abogan por la Protección Infantil para demostrar el compromiso de la industria para adultos de ayudar a los padres a evitar que los niños vean contenido inapropiado para su edad.

## Reconocimiento de la industria
En 2018, ManyVids fue nominada a 3 premios XBIZ: Empresa web progresiva del año, Marca web emergente del año y Sitio de clips del año. Ganaron el premio al Sitio de clips del año; dos de los fundadores de la empresa estuvieron presentes para aceptar el premio.
En 2019, ManyVids fue reconocida como la Marca Web Global del Año en los Premios XBIZ Europa.
En 2022, ganó el premio XBIZ a la Plataforma de creadores del año.